# European Open 2022 - Qualificazioni singolare
Le qualificazioni del singolare del European Open 2022 sono state un torneo di tennis preliminare per accedere alla fase finale della manifestazione. I vincitori dell'ultimo turno sono entrati di diritto nel tabellone principale. In caso di ritiro di uno o più giocatori aventi diritto, sono subentrati i lucky loser, ossia i giocatori che hanno perso nell'ultimo turno e che avevano una classifica più alta rispetto agli altri partecipanti che avevano perso nel turno finale.

## Teste di serie
1. Tim van Rijthoven (qualificato)
2. Dominic Stricker (qualificato)
3. Geoffrey Blancaneaux (ultimo turno, lucky loser)
4. Manuel Guinard (ultimo turno, lucky loser)

1. Evan Furness (primo turno)
2. Jesper de Jong (qualificato)
3. Nicolás Álvarez Varona (ultimo turno, ritirato)
4. Luca Van Assche (qualificato)

## Qualificati
1. Tim van Rijthoven
2. Dominic Stricker

1. Luca Van Assche
2. Jesper de Jong

### Lucky loser
1. Manuel Guinard

1. Geoffrey Blancaneaux

## Tabellone

### Sezione 1
|  | Primo turno | Primo turno       | Primo turno       | Primo turno | Primo turno |  |  | Ultimo turno | Ultimo turno      | Ultimo turno      | Ultimo turno | Ultimo turno |  |
|  |             |                   |                   |             |             |  |  |              |                   |                   |              |              |  |
|  | 1           | Tim van Rijthoven | Tim van Rijthoven | 6           | 7           |  |  |              |                   |                   |              |              |  |
|  |             | Denis Jevsejev    | Denis Jevsejev    | 3           | 68          |  |  | 1            | Tim van Rijthoven | Tim van Rijthoven | 7            | 6            |  |
|  | Alt         | Alexander Erler   | Alexander Erler   | 6           | 6           |  |  | Alt          | Alexander Erler   | Alexander Erler   | 63           | 3            |  |
|  | 5           | Evan Furness      | Evan Furness      | 1           | 4           |  |  |              |                   |                   |              |              |  |

### Sezione 2
|  | Primo turno | Primo turno            | Primo turno            | Primo turno | Primo turno |  |  | Ultimo turno | Ultimo turno           | Ultimo turno           | Ultimo turno | Ultimo turno |  |
|  |             |                        |                        |             |             |  |  |              |                        |                        |              |              |  |
|  | 2           | Dominic Stricker       | Dominic Stricker       | 6           | 6           |  |  |              |                        |                        |              |              |  |
|  | WC          | Alexander Blockx       | Alexander Blockx       | 4           | 4           |  |  | 2            | Dominic Stricker       | Dominic Stricker       | 7            |              |  |
|  |             | Louis Wessels          | Louis Wessels          | 4           | 4           |  |  | 7            | Nicolás Álvarez Varona | Nicolás Álvarez Varona | 69           | r            |  |
|  | 7           | Nicolás Álvarez Varona | Nicolás Álvarez Varona | 6           | 6           |  |  |              |                        |                        |              |              |  |

### Sezione 3
|  | Primo turno | Primo turno          | Primo turno | Primo turno | Primo turno |  |  | Ultimo turno | Ultimo turno         | Ultimo turno | Ultimo turno | Ultimo turno |  |
|  |             |                      |             |             |             |  |  |              |                      |              |              |              |  |
|  | 3           | Geoffrey Blancaneaux | 4           | 6           | 6           |  |  |              |                      |              |              |              |  |
|  | WC          | Ruben Bemelmans      | 6           | 3           | 3           |  |  | 3            | Geoffrey Blancaneaux | 611          | 6            | 2            |  |
|  | Alt         | Lucas Miedler        | 7           | 5           | 2           |  |  | 8            | Luca Van Assche      | 7            | 4            | 6            |  |
|  | 8           | Luca Van Assche      | 62          | 7           | 6           |  |  |              |                      |              |              |              |  |

### Sezione 4
|  | Primo turno | Primo turno     | Primo turno    | Primo turno | Primo turno |  |  | Ultimo turno | Ultimo turno   | Ultimo turno   | Ultimo turno | Ultimo turno |  |
|  |             |                 |                |             |             |  |  |              |                |                |              |              |  |
|  | 4           | Manuel Guinard  | Manuel Guinard | 6           | 6           |  |  |              |                |                |              |              |  |
|  |             | Filip Horanský  | Filip Horanský | 4           | 4           |  |  | 4            | Manuel Guinard | Manuel Guinard | 67           | 2            |  |
|  | Alt         | Yannick Mertens | 3              | 6           | 1           |  |  | 6            | Jesper de Jong | Jesper de Jong | 7            | 6            |  |
|  | 6           | Jesper de Jong  | 6              | 3           | 6           |  |  |              |                |                |              |              |  |